# Ardnaree Sarsfields GAA
L'Ardnaree Sarsfields GAA è un club di calcio gaelico che rappresenta Ballina e fu fondato nel 1949. Milita nella North Division della contea. Il club fu fondato nel 1949 e vanta una tradizione meno prestigiosa rispetto ai concittadini del Ballina Stephenites GAA.

## Palmares
- Mayo Junior Football Championship: 1952, 1959, 1971, 2015
- North Mayo Football Championship: 1949, 1950, 1952, 1957, 1958, 1959, 1964, 1966, 1969, 1971, 1979, 2008, 2009, 2010
- Connacht Junior Club Football Championship Vincitori: 2015[1]
- All-Ireland Junior Club Football Championship: Finalisti 2016[2]